# Chrysogorgia stellata
Chrysogorgia stellata är en korallart som beskrevs av Nutting 1908. Chrysogorgia stellata ingår i släktet Chrysogorgia och familjen Chrysogorgiidae. Inga underarter finns listade i Catalogue of Life.